# Boys Do Cry
Boys Do Cry (укр. Хлопці плачуть) — сингл швейцарського співака Маріуса Бера, випущений у 2022 році. Пісня представляла Швейцарію на Євробаченні 2022, в Турині, Італія та була обрана для конкурсу швейцарським мовником.

## Значення
За словами Маріуса Бера, пісня про те, що біль відчувають усі люди, у тому числі чоловіки. Пісня говорить про те, що люди не мають ігнорувати почуття інших. 
«Я в ранньому віці зрозумів, що маю право показувати свої емоції, навіть якщо я чоловік. Я не маю приховувати свої почуття і закликаю робити те саме своїх слухачів», — говорить Маріус Бер.

## Прем'єра
Прем'єра пісні відбулася 8 березня 2022 року на офіційному YouTube каналі Євробачення.

## Чарти
| Чарти(2022)                         | Пікова позиція |
| ----------------------------------- | -------------- |
| Литва (AGATA)                       | 45             |
| Нідерланди(Single Tip)              | 30             |
| Швейцарія (Media Control AG)        | 32             |
| Велика Британія (UK Download Chart) | 60             |